# Comic Con Experience

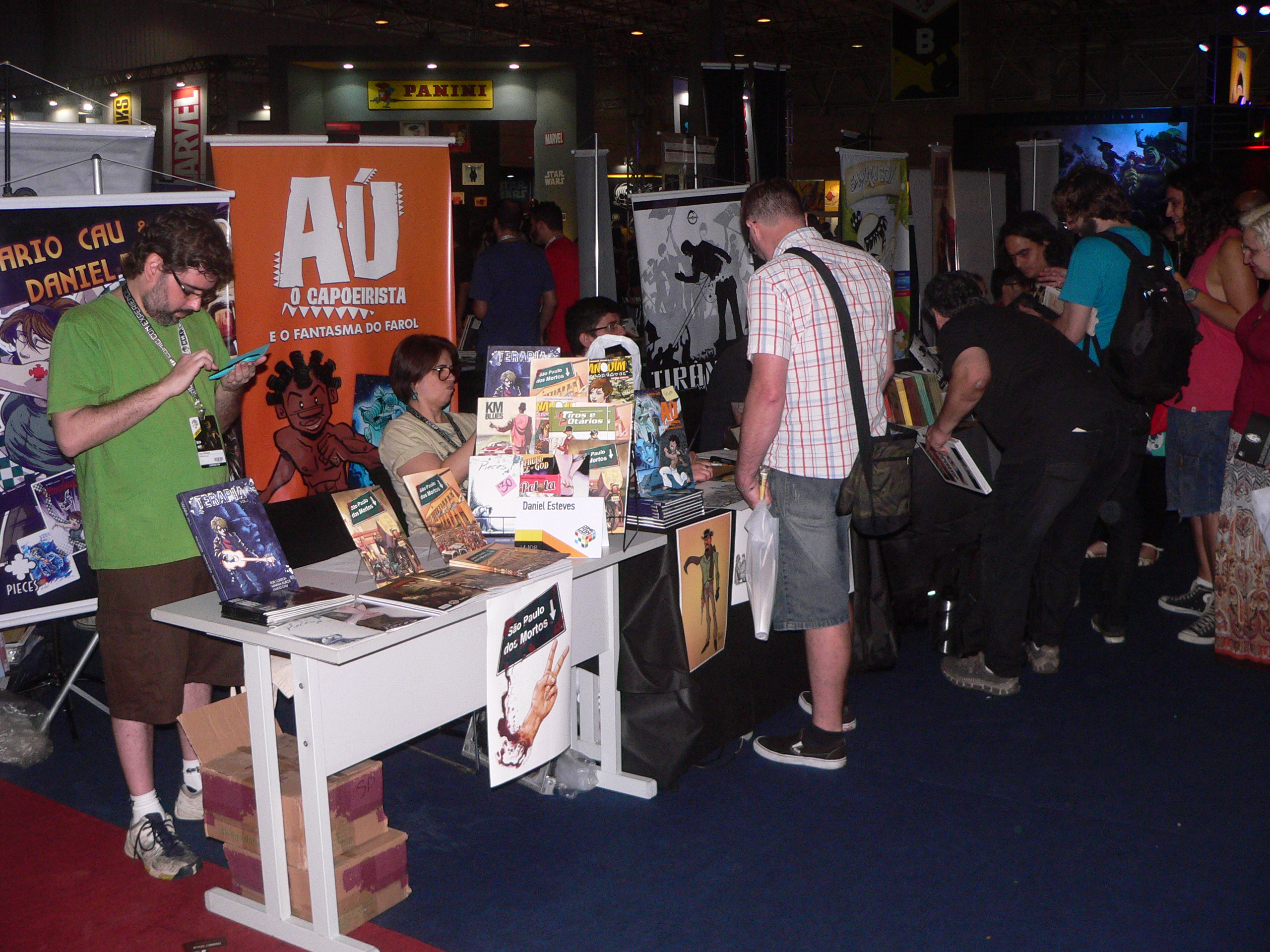
Comic Con Experience (2014)

Comic Con Experience (auch bekannt als CCXP) ist ein brasilianisches Unterhaltungsfestival mit Comics, Fernsehserien, Filmen, Videospielen und Literatur.
Veranstaltet wird die CCXP von Omelete. Die ComicCon Experience in São Paulo mit 262.000 Besuchern (2018) zählt zu den größten Comic Conventions weltweit.

## Geschichte
Die erste Ausgabe der CCXP fand im Dezember 2014 in São Paulo statt. Schon die Erstausgabe wurde von geschätzten 100.000 Menschen besucht und verzeichnete 80 Aussteller. Gastdarsteller waren Jason Momoa von Game of Thrones und Sean Astin von The Goonies und Herr der Ringe.
Während die Ausgaben der Veranstaltung bisher immer Anfang Dezember auf dem Gelände des São Paulo Expo Exhibition & Convention Center (kurz: São Paulo Expo) stattfanden, fand 2017 im April im Centro de Convenções de Pernambuco in Olinda eine gleichnamige Veranstaltung statt.
2018 kamen 262.000 Besucher zur CCXP in São Paulo. Gäste waren unter anderem Sandra Bullock, Jake Gyllenhaal, Zachary Levi, Tom Holland, Brie Larson, Elliot Page, Michael B.Jordan und Sebastian Stan.

## CCXP Cologne
2019 wurde erstmals gemeinsam mit der Koelnmesse GmbH ein europäisches Spin-off des brasilianischen Erfolgskonzepts durchgeführt. Die Role Play Convention wurde in die neue Messe integriert, und die CCXP Cologne – Comic Con Experience fand vom 27. bis 30. Juni 2019 erstmals am Standort Köln mit 40.000 Teilnehmern (also Besuchern, Ausstellern und Gästen) statt.
Die nächste CCXP Cologne war für den 26. bis 28. Juni 2020 angekündigt. Sie wurde aber aufgrund der COVID-19-Pandemie abgesagt. Die nächste CCXP Cologne sollte deshalb vom 25. bis 27. Juni 2021 stattfinden, wurde aber auch abgesagt.